# Åsa-Lena Hjelm
Åsa-Lena Maria Hjelm, född 11 april 1947 i Tyresö, är en svensk skådespelare. Hon är dotter till skådespelaren Keve Hjelm och syster till Kåre Hjelm.

## Biografi
Hjelm studerade vid Teaterhögskolan i Stockholm 1974–1977 med bland andra Pontus Gustafsson, Anita Molander och Jan Waldekranz som klasskamrater. Hon är bosatt i Göteborg och engagerad vid Göteborgs Stadsteaters fasta ensemble.

## Filmografi
- 1979 – En kärleks sommar
- 1980 – Sverige åt svenskarna
- 1993 – Polisen och domarmordet (TV-serie)
- 1994 – År av drömmar (TV-serie)
- 1997 – Glappet (TV-serie)
- 1997 – Älskade Lotten (TV-serie)
- 1997 – Hammarkullen (TV-serie)
- 1997 – Tinnitus Blues
- 1999 – Min Gud varför har du övergivit mig?
- 1999 – Sjätte dagen (TV-serie)
- 2000 – På gränsen (TV-serie)
- 2001 – Hem ljuva hem
- 2001 – Anderssons älskarinna (TV-serie)
- 2001 – En ängels tålamod (TV-serie)
- 2002 – Familjen (TV-serie)
- 2003 – En ö i havet (TV-serie)
- 2004 – Tre solar
- 2005 – Som man bäddar
- 2006 – Keillers park
- 2006 – Hem till byn (TV-serie)
- 2007 – Incidenten
- 2008 – Patrik 1,5
- 2011 – Kanske i morgon
- 2012 – Fruktbudet
- 2012 – Lillasyster fixar kondomer
- 2012 – Fjällbackamorden: Havet ger, havet tar
- 2012 – Dom över död man
- 2013 – Snabba Cash – Livet deluxe
- 2015 – Prästen i paradiset
- 2017 – Vår tid är nu (TV-serie)
- 2018 – Halvdan Viking

## Teater

### Roller
| År   | Roll       | Produktion                                              | Regi                           | Teater                |
| ---- | ---------- | ------------------------------------------------------- | ------------------------------ | --------------------- |
| 1976 |            | Gruffet i Chiozza Carlo Goldoni                         | Rudolf Penka                   | Katarinateatern       |
| 1984 | Körledaren | Alkestis Euripides                                      | Martin Berggren                | Göteborgs stadsteater |
| 1999 |            | Till Damaskus August Strindberg                         | Katrine Wiedemann              | Göteborgs stadsteater |
| 1999 |            | Horisonten är här Mats Kjelbye                          | Alexander Öberg Malin Stenberg | Teater Bhopa          |
| 2001 |            | Brand Henrik Ibsen                                      | Ole Anders Tandberg            | Göteborgs stadsteater |
| 2001 |            | Hair James Rado, Gerome Ragni och Galt MacDermot        | Alexa Ther                     | Göteborgs stadsteater |
| 2001 |            | Albert Speer David Edgar                                | Jasenko Selimović              | Göteborgs stadsteater |
| 2003 |            | Bron Jan Tätte                                          | Jaanus Rohumaa                 | Göteborgs stadsteater |
| 2007 | Modern     | Bröllopsbesvär Stig Larsson efter Stig Dagerman         | Johan Wahlström                | Göteborgs stadsteater |
| 2007 |            | Lilla livet Sofia Fredén                                | Alexander Öberg                | Göteborgs stadsteater |
| 2007 |            | På stranden av världen Simon Stephens                   | Ronnie Hallgren                | Göteborgs stadsteater |
| 2008 |            | Rysk roulette Moira Buffini fritt efter Nikolaj Erdmann | Anette Norberg                 | Göteborgs stadsteater |
| 2008 |            | Korpen Edgar Allan Poe                                  | Sven-Åke Gustavsson            | Göteborgs stadsteater |
| 2008 |            | Sista dansen Carin Mannheimer                           | Carin Mannheimer               | Göteborgs stadsteater |
| 2009 |            | Publiken Federico García Lorca                          | Suzanne Osten                  | Göteborgs stadsteater |
| 2014 |            | Faust och Faustin and out Elfriede Jelinek              | Hilda Hellwig                  | Göteborgs stadsteater |